# Michael Essien
Michael (ponekad i Mickaël) Essien (Accra, 3. listopada 1982.) bivši je ganski nogometaš i  ganski reprezentativac.
Karijeru je počeo u klubu Liberty Professionals iz Accre. Pažnju europskih skauta je privukao na svjetskom prvenstvu za igrače do 17 godina na Novom Zelandu 1999. godine. Čak je odigrao probnu utakmicu za mladi sastav Manchester Uniteda u travnju 2000. protiv Derby Countya. U karijeri je nastupao za Bastiu, Lyon, Chelsea, Real Madrid i A.C. Milan.

## Vanjske poveznice
- Službena stranica  Arhivirana inačica izvorne stranice od 27. ožujka 2009. (Wayback Machine) (engl.)
- Profil na Transfermarktu (engl.)
- Profil na Soccerwayu (engl.)

### Ostali projekti
|  | Zajednički poslužitelj ima još gradiva o temi Michael Essien |